# Пирогово (Алнаський район)
Пирого́во (рос. Пирогово) — присілок у складі Алнаського району Удмуртії, Росія.

## Населення
Населення — 79 осіб (2010; 82 в 2002).
Національний склад станом на 2002 рік:
- удмурти — 100 %

## Історія
За даними 10-ї ревізії 1859 року, у селі Колтимак-Пирог Єлабузького повіту в 20 дворах проживало 153 особи. В 1921 році присілок переходить до складу Можгинського повіту. 1924 року присілок відійшло до Кадіковської сільської ради Алнаської волості. В 1929 році присілок увійшло до складу Алнаського району. Того ж року в селі утворився колгосп «Червона Армія». 1950 року він був ліквідований, а з сусідніх утворений колгосп ім. Суворова. 1954 року Кадіковська сільрада була ліквідована і присілок відійшло до Кучеряновської сільради. 1964 року і вона була ліквідована. а присілок увійшло до складу Байтеряковської сільради.

## Урбаноніми[3]
- Вулиці — Лісова, Нагірна